# Дювернуа Микола Львович
Дювернуа Микола Львович (рос. Николай Львович Дювернуа; нар. жовтень 1836, Москва — пом. 1906, Петербург) — російський правознавець, доктор права з 1874, професор.

## Життєпис
Його батьком був француз — викладач французької мови Олександринського сирітського інституту, який отримав російське підданство в 1837 році.

У 1857 році закінчив юридичний факультет Московського університету і кілька років працював у Москві. Протягом року (1865—1866) слухав лекції Вангерова в Гейдельберзькому університеті.

У 1875 році в Ярославлі захистив докторську дисертацію і переїхав до Одеси, де почав читати лекції з римського права в Новоросійському університеті; в 1875—1877 роках був деканом юридичного факультету.

У 1881 році був запрошений на кафедру цивільного права юридичного факультету Санкт-Петербурзького університету. У 1882—1886 роках був секретарем факультету, а з 1885 року додатково став викладати римське право в Олександрівському ліцеї.